# Annika Drazek
Annika Drazek (Gladbeck, 10 de abril de 1995) es una deportista alemana que compite en bobsleigh en la modalidad doble.
Ganó tres medallas en el Campeonato Mundial de Bobsleigh entre los años 2015 y 2019, y cuatro medallas en el Campeonato Europeo de Bobsleigh entre los años 2016 y 2019.

## Palmarés internacional
| Campeonato Mundial | Campeonato Mundial    | Campeonato Mundial | Campeonato Mundial |
| Año                | Lugar                 | Medalla            | Prueba             |
| ------------------ | --------------------- | ------------------ | ------------------ |
| 2015               | Winterberg (Alemania) | Medalla de plata   | Doble              |
| 2016               | Igls (Austria)        | Medalla de oro     | Doble              |
| 2019               | Whistler (Canadá)     | Medalla de oro     | Doble              |
| Campeonato Europeo |                       |                    |                    |
| Año                | Lugar                 | Medalla            | Prueba             |
| 2016               | Sankt Moritz (Suiza)  | Medalla de oro     | Doble              |
| 2017               | Winterberg (Alemania) | Medalla de oro     | Doble              |
| 2018               | Igls (Austria)        | Medalla de oro     | Doble              |
| 2019               | Königssee (Alemania)  | Medalla de oro     | Doble              |